# 潘嘉德影視作品列表
潘嘉德影視作品列表，列舉介紹香港演員潘嘉德參與演出以及投資的電影和電視劇等。

## 曾常用演員
潘嘉德在任合作的監製時期（2010年代至2022年），常用主演演員有蘇恩磁（14部）；魯振順、林秀怡（12部）；孫慧雪、潘芳芳（11部）；林景程、曾慧雲、徐玟晴、沈可欣、周麗欣（10部）；張明偉、黃淑儀、古明華、黃智雯（9部）；梁珈詠、容天佑、趙希洛、謝卓言（8部）；周梓盈、張智軒、Joe Junior、郭田葰（7部）；李楓、鍾志光、湯俊明、梁舜燕、袁偉豪、馬貫東、魏焌皓（6部）；李麗麗、廖麗麗、謝東閔、羅子溢（5部）；李國麟、布偉傑、李璧琦、郭政鴻、許家傑、馬蹄露、招石文、黃紀瑩（4部）；伍富橋、陳煒、丁主惠、張雪瑩、曾守明、朱千雪、馬國明、程可為、李成昌、岑麗香、胡楓、楊怡、白茵、周家怡、陳安瑩、駱應鈞（3部）；張達倫、敖嘉年、潘志文、羅蘭、陳智燊、顧冠忠、呂珊、錢嘉樂、羅浩楷、雪妮、羅天宇、孫季卿、胡蓓蔚、曹永廉、陳國邦、冼灝英、何佩珉（2部）。

## 演出作品
*以下列表只記錄潘嘉德演出過的電影及電視劇演出作品，若有遺漏，請協助補充相關資料。

### 電視劇（無綫電視）
| 首播   | 劇名     | 角色   |
| 1975年 | 民間傳奇 | 侍衛   |
| 1975年 | 民間傳奇 | 賓客   |
| 1975年 | 民間傳奇 | 路人   |
| 1975年 | 民間傳奇 | 僕人   |
| 1975年 | 民間傳奇 | 衙差   |
| 1975年 | 民間傳奇 | 秀才   |
| 1975年 | 民間傳奇 | 周必大 |
| 1975年 | 民間傳奇 | 鄉民   |
| 1975年 | 乘風破浪 | 職員   |
| 1976年 | 民間傳奇 | 僕人   |
| 1976年 | 民間傳奇 | 員外   |
| 1976年 | 民間傳奇 | 文志生 |
| 1976年 | 無花果   | 狄允文 |
| 1990年 | 天若有情 | 黃嘉德 |

### 電影
| 年份   | 片名             | 角色                         |
| 1989年 | 阿郎的故事       | 司機（製作時被剪片剪走戲份） |
| 1990年 | 天若有情         | 車主                         |
| 1991年 | 玉蒲團之偷情寶鑑 | 員外                         |
| 1991年 | 黑雪             | 航空公司經理                 |
| 2000年 | 孤男寡女         | Kinki父                      |
| 2001年 | 鍾無艷           | 趙王                         |

### 舞台劇
- 1972-1974年：白娘娘
- 1989年：花芯大丈夫
- 2020年：今晚打老虎
- 香港電台電視部：獅子山下

### 其他演出
- 1975年：1975年度香港小姐競選準決賽、決賽伴舞環節（無綫電視）

## 監製 / 導演作品
*以下列表只記錄潘嘉德演出過的導演及監製作品，若有遺漏，請協助補充相關資料。

### 助理編導/編導列表

#### 電視劇（無綫電視）
- 待整理

### 監製列表

#### 電視劇（無綫電視）
| 首播   | 劇名                             |
| 1987年 | 吾妻十三點                       |
| 1988年 | 旭日背後                         |
| 1988年 | 都市方程式                       |
| 1988年 | 小小大丈夫                       |
| 1989年 | 串燒冤家                         |
| 1990年 | 富貴超人                         |
| 1990年 | 失職丈夫                         |
| 1991年 | 男人勿近                         |
| 1991年 | 浪族闊少爺                       |
| 1991年 | 卡拉屋企（與梁家樹合監）         |
| 1992年 | 屬雞的男人                       |
| 1993年 | 射鵰英雄傳之九陰真經             |
| 1994年 | 黃飛鴻系列之鐵膽梁寬             |
| 1995年 | 刑事偵緝檔案                     |
| 1995年 | 天降奇緣                         |
| 1995年 | 刑事偵緝檔案II                   |
| 1996年 | 孽吻                             |
| 1997年 | 刑事侦緝檔案III                  |
| 1997年 | 鑑證實錄                         |
| 1998年 | 離島特警                         |
| 1999年 | 鑑證實錄II                       |
| 1999年 | 刑事偵緝檔案IV                   |
| 2000年 | 緣份無邊界                       |
| 2000年 | 廟街·媽·兄弟                     |
| 2001年 | 婚前昏後                         |
| 2002年 | 無考不成冤家                     |
| 2002年 | 再生緣                           |
| 2003年 | 美麗在望                         |
| 2003年 | 衝上雲霄                         |
| 2004年 | 一屋兩家三姓人                   |
| 2005年 | 酒店風雲                         |
| 2006年 | 女人唔易做                       |
| 2006年 | 男人之苦                         |
| 2006年 | 心慌·心郁·逐個捉                 |
| 2007年 | 十兄弟                           |
| 2007年 | 歲月風雲（與梁家樹合監）         |
| 2009年 | 大冬瓜                           |
| 2009年 | 王老虎搶親                       |
| 2009年 | 巴不得爸爸...                    |
| 2010年 | 搜下留情                         |
| 2010年 | 依家有喜                         |
| 2011年 | 不速之約                         |
| 2012年 | On Call 36小時                   |
| 2012年 | 巴不得媽媽...                    |
| 2013年 | On Call 36小時II                 |
| 2014年 | 醋娘子                           |
| 2015年 | 拆局專家                         |
| 2016年 | 超能老豆                         |
| 2016年 | 流氓皇帝                         |
| 2018年 | 三個女人一個「因」               |
| 2019年 | 婚姻合伙人                       |
| 2019年 | 好日子                           |
| 2021年 | 欺詐劇團                         |
| 2022年 | 青春不要臉（與林肯合監、兼編導） |

#### 電視劇（香港電台電視部）
- 獅子山下2020之最後決定（導演兼監製：與方駿釗、文偉鴻合作，演員：與駱達華、吳毅將、王宗堯、尹天照、尹揚明、尹光等合作）

#### 電視劇（Viu TV）
- 2025年：老是常出現

#### 相關/其他作品
- 1977年至1981年：K-100
- 1979年：林子祥的歌曲〈抉擇〉音樂錄像
- 1988年：花心大丈夫（舞台劇）
- 2002年：情常在之揚眉女子 ─ 李樂詩﹝一﹞（綜合節目）
- 2002年：情常在之白色力量 ─ 李樂詩﹝二﹞（綜合節目）
- 2020年：今晚打老虎（舞台劇，錢嘉樂、袁偉豪、黃智雯、楊詩敏、羅冠蘭、李國麟、康華、魯文傑）
- 廣播道81號九龍塘五台山總部 － 麗的電視／亞洲電視
- 情常在之李樂詩（名旅遊家）
- 巨星單元劇場 － 周星馳篇
- 獅子山下單元劇場 － 舞台劇篇（話劇版）
- 獅子山下客串演員之李家超篇

#### 策劃
- 1995年：不一樣的媽媽（電影）

#### 節目嘉賓
- 2019年：《兄弟幫》（11月27、28日，第2478至2479集，與錢嘉樂、黃智雯、楊詩敏和康華等合作）
- 2020年：《今日VIP》（1月1日、第583集，與錢嘉樂、黃智雯、袁富華合作）
- 2022年：《好聲好戲2》（第一組主席評判）

## 獎項
- 《萬千星輝頒獎典禮2006》「最佳劇集」-《女人唔易做》
- 《萬千星輝頒獎典禮2018》「馬來西亞最喜愛TVB劇集」及「新加坡最喜愛TVB劇集」-《三個女人一個「因」》
- 《觀眾在民間電視大奬2018》「民選最佳劇本」-《三個女人一個「因」》[2]
- 《2018香港電視大獎》「劇集獎」-《三個女人一個「因」》[3]
- 《明報周刊》演藝動力大獎「最突出電視幕後精英」

## 軼事
- 潘於2018年5月拍畢《好日子》後退休，其無綫告別之作；結束在無綫電視43年的賓主關係，事實上：同年10月13日舉行，多位曾與他合作的藝人皆有出席，翌日他在中環大會堂這間的美心皇宮大酒樓筵開35圍，舉辦70歲大壽星辰暨榮休宴壽宴和招待以往曾合作過的藝人及同事，另外，潘嘉德接受訪問時曾表示自己頗長情，但在之後就離開無綫電視會有覺得只是另外一個階段，基本上但仍未退休。[4][5][6][7][8]